# Houdini & Doyle
Houdini & Doyle  ist eine US-amerikanisch-britisch-kanadisch koproduzierte Fernsehserie der Sender FOX und ITV.
Die Serie wurde nach einer Staffel abgesetzt.
Die deutschsprachige Erstausstrahlung erfolgte ab dem 7. November 2018 beim Bezahlsender RTL Crime. Die deutsche Fassung entstand bei der VSI Synchron GmbH, Berlin.
Die Serie erzählt fiktional Episoden aus der realen Freundschaft von Arthur Conan Doyle und Harry Houdini. Gemeinsam nehmen der spirituelle Autor und der skeptische Bühnenmagier mysteriöse Fälle unter die Lupe, die entweder natürlicher oder übernatürlicher Natur sind.
Die Pilotfolge wurde beim Branchenportal Serienjunkies.de mit 3,5 von 5 Sternen bewertet.